# (31284) 1998 FN48
1998 أف أن 48 (ويعرف أيضًا باسم (31284) 1998 أف أن 48 وفق تسمية الكوكب الصغير) (بالإنجليزية: 1998 FN48)‏ هو كويكب ضمن حزام الكويكبات؛ وترتيبه 31284 من حيث الاكتشاف.
اكتُشف هذا الجُرم الفلكي بواسطة بحث لنكولن عن الكويكبات القريبة من الأرض في 20 مارس 1998.

## وصلات خارجية
- (31284) 1998 FN48 في قاعدة بيانات مختبر الدفع النفاث لأجرام النظام الشمسي الصغيرة

- الاكتشاف · مخطط المدار ·  العناصر المدارية · المعلمات المادية

- (31284) 1998 FN48 على موقع ويكي سكاي: DSS2, SDSS, GALEX, IRAS, Hydrogen α, X-Ray, Astrophoto, Sky Map, Articles and images